# ОЦ-44
ОЦ-44 — российская крупнокалиберная снайперская винтовка компоновки булл-пап, созданная в ЦКИБ СОО (филиал КБП). При создании винтовки использовались некоторые конструктивные решения СВУ. На ОЦ-44 устанавливается крупногабаритный глушитель, ослабляющий звук выстрела настолько, что его уже будет не слышно с расстояния примерно 30 метров и не травмировать незащищенные органы слуха стрелка внутри здания. Для данной винтовки были специально разработаны патроны калибра 12.7 мм разного назначения, например бронебойный или высокоточный. Бронебойный позволяет уничтожить цель находящуюся за кирпичной стеной толщиной 15 см или пробить стальной лист толщиной 16 мм (на расстоянии до 250 метров). Высокоточный патрон обеспечивает эффективную дальность до 1500 метров, при этом оставаясь достаточно мощным для гарантированного летального исхода при попадании.